# Parafia św. Jana Chrzciciela i św. Marcina w Łowcach
Parafia św. Jana Chrzciciela i św. Marcina w Łowcach – parafia rzymskokatolicka znajdująca się w archidiecezji przemyskiej w dekanacie Radymno I.

## Historia
Przed 1423 rokiem w Łowcach została erygowana parafia z fundacji Spytka z Jarosławia, Narcyza i Jana Morawska oraz Elżbiety Łowieckiej. Ok 1430 roku został zbudowany pierwszy kościół. Ok 1540 roku zbudowano drugi kościół. Po 1620 roku Jezuici, zbudowali drewniany kościół, poświęcony w 1744 roku pw. św. Marcina i Jana Chrzciciela. 
W 1900 roku stary kościół rozebrano i na jago miejscu zbudowano obecny murowany kościół w stylu romańskim, według projektu architektów Jabłońskiego i Zawadzkiego.  15 grudnia 1901 roku nowy kościół poświęcono, a 14 września 1909 roku bp Karol Fischer dokonał jego końsekrqacji. 
Na terenie parafii jest 1 850 wiernych (w tym: Łowce – 1 215, Lutków – 240, Zamiechów – 545).
Proboszczowie parafii:
1841–1868. ks. Michał Puzon.
1868–1902. ks. kan. Rudolf Beneszek.
1902–1917. ks. Jan Kudła.
1918–1939. ks. Jan Ziemiański.
1939. ks. Stanisław Szpytma (administrator)
1939–1953. ks. Jan Dzik (administrator).
1953–1989. ks. Augustyn Gliwa.
1989–2014. ks. kan. Stanisław Kopeć.
2014– nadal ks. Krzysztof Rzepka.